# Pereskiopsis
Pereskiopsis ist eine Pflanzengattung aus der Familie der Kakteengewächse (Cactaceae). Der botanische Name der Gattung leitet sich vom griechischen Substantiv „ὅψις“ (opsis) für Aussehen ab und verweist auf die Ähnlichkeit mit den Pflanzen der Gattung Pereskia.

## Beschreibung
Die häufig kletternden oder klimmenden Arten der Gattung Pereskiopsis wachsen strauchig oder baumähnlich mit mehreren unregelmäßigen Zweigen und besitzen manchmal gut ausgebildete Stämme. Die im Querschnitt runden Triebe sind nicht gegliedert. Ihre flachen und fleischigen, gewöhnlich dauerhaften Laubblätter sind elliptisch, eiförmig, spachtelförmig oder nahezu rund. Die runden Areolen sind haarig und tragen für gewöhnlich Glochiden. Ein bis mehrere, nadelartige Dornen sind normalerweise vorhanden. Das Perikarpell ist mit Blättern, Schuppen und Glochiden bedeckt, eine Blütenröhre fehlt.
Die Blüten sind denen der Opuntien ähnlich und entspringen seitlich aus den Trieben des Vorjahres, manchmal jedoch auch aus der Triebspitze. Sie öffnen sich am Tag und sind gelb bis rosa bis rot. Die keulenförmigen, fleischigen Früchte reißen nicht auf und sind häufig mit Glochiden besetzt. Sie sind rot oder orange, manchmal saftig und enthalten wenige, breit eiförmige, weißlich-gelbliche Samen von 4 bis 5 Millimeter Länge.

## Systematik und Verbreitung
Das Verbreitungsgebiet der Arten der Gattung Pereskiopsis erstreckt sich von Mexiko südwärts bis nach Guatemala.
Nathaniel Lord Britton und Joseph Nelson Rose stellten 1907 für einige Arten der Gattungen Opuntia und Pereskia die neue Gattung Pereskiopsis auf. Die Typusart der Gattung ist Pereskiopsis porteri.

### Systematik nach N.Korotkova et al. (2021)
Die Gattung umfasst folgenden Arten:
- Pereskiopsis aquosa (F.A.C.Weber) Britton & Rose
- Pereskiopsis blakeana J.G.Ortega
- Pereskiopsis diguetii (F.A.C.Weber) Britton & Rose
- Pereskiopsis kellermanii Rose
- Pereskiopsis porteri (K.Brandegee ex F.A.C.Weber) Britton & Rose
- Pereskiopsis rotundifolia (DC.) Britton & Rose

### Systematik nach Anderson/Eggli (2005)
Zur Gattung gehören die folgenden Arten:
- Pereskiopsis aquosa (F.A.C.Weber) Britton & Rose
- Pereskiopsis blakeana J.G.Ortega
- Pereskiopsis diguetii (F.A.C.Weber) Britton & Rose
- Pereskiopsis gatesii E.M.Baxter = Pereskiopsis porteri (Brandegee ex F.A.C.Weber) Britton & Rose
- Pereskiopsis kellermanii Rose
- Pereskiopsis porteri (Brandegee ex F.A.C.Weber) Britton & Rose
- Pereskiopsis rotundifolia (DC.) Britton & Rose
- Pereskiopsis spathulata (Otto ex Pfeiff.) Britton & Rose = Pereskiopsis diguetii (F.A.C.Weber) Britton & Rose

## Nachweise